# Peromyscus eremicus
Espèce
Statut de conservation UICN

 LC  : Préoccupation mineure
La Souris des cactus (Peromyscus eremicus), est une espèce de petits rongeurs de la famille des Cricetidae. On la trouve au Mexique et aux États-Unis. Elle doit son nom au type de biotope qu'elle fréquente, semi-aride et rocailleux. L'espèce, prolifique, n'est pas menacée, et fournit une importante source de nourriture pour ses prédateurs.

## Description
Le corps mesure entre 8 et 9 cm, pour une queue mesurant de 10 à 14 cm. Cette queue étonnamment longue sert peut-être à la régulation thermique de l'animal. Elle pèse en moyenne 25 g.
Cette souris ressemble à la souris à pattes blanches (Peromyscus leucopus). Elle a le corps gris jaunâtre où ressortent un peu les pointes noires des poils, et les parties inférieures et les pattes blanches. Elle a la particularité d'avoir la plante de ses pieds postérieurs est entièrement nue et de grandes oreilles plus longues que larges.

## Écologie et comportement

### Alimentation
Ce rongeur consomme principalement des fruits, des fleurs ou les graines de plantes comme les Ulmaceae ou les Fabaceae, mais également des feuilles, ou, en hiver, les graines de pins ou de genévriers. Elle peut aussi se montrer insectivore.

### Reproduction
On connait peu les habitudes de l'espèce. Elle est comme les autres membres du genre Peromyscus sexuellement promiscueuse, c'est-à-dire que les deux partenaires copulent avec les membres d'autres couples, et une femelle peut avoir jusqu'à quatre portée par an. Il n'y a pas de saison particulière pour la reproduction, mais dans le centre de l'Arizona une étude a constaté que les femelles se reproduisaient plus spécialement en janvier, février, juin et septembre.
Au bout d'environ trois semaines, la femelle met au monde un à quatre petits qui pèsent entre 2,1 et 2,9 g. Ils n'ouvriront les yeux qu'au bout de 11 à 15 jours, et les femelles connaitront leur premier œstrus vers l'âge moyen de 39,2 jours.
La souris des cactus vit en moyenne un an à l'état sauvage, mais peut atteindre jusqu'à plus de sept ans en captivité.

### Comportement
C'est une espèce nocturne, appréciant peu les périodes sèches ou trop chaudes. Elle est timide et farouche, et court vite, jusqu'à 13,1 km/h, afin de pouvoir échapper à ses prédateurs. Chaque individu occupe une surface 0,3 hectare, les mâles ayant généralement une aire de répartition plus étendue que les femelles.
Elle communique par couinements, ayant une très bonne ouïe comme une bonne vision, par sécrétions chimiques et peut également taper sur le sol.

### Prédateurs
Ce rongeur peut être la proie de rapaces tels les hiboux, mais aussi celle des serpents à sonnettes ou des renards, mais leur reproduction intensive garantit la préservation de l'espèce.

## Répartition et habitat

Répartition géographique de la souris des cactus en Amérique.

On trouve cette souris dans le sud-ouest des États-Unis, le nord du Mexique, en Basse-Californie ainsi que dans quelques îles proches.
Cette espèce vit dans les zones plantés de cactus, tels les déserts semi-arides ou les steppes. Elle apprécie les paysages rocailleux mais comme cela a été observé chez la sous-espèce type, elle peut également occuper les arbustes.

## Taxinomie
L'espèce a été décrite par Spencer Fullerton Baird en 1858, sous le protonyme Hesperomys emericus. Elle fait partie, avec Peromyscus californicus du sous-genre Haplomylomys.

### Sous-espèces
- Peromyscus eremicus eremicus (Baird, 1858), la sous-espèce type, vit plus au nord en l'Utah[4] ;
- Peromyscus eremicus anthonyi (Merriam, 1887), a la fourrure plus foncée que la sous-espèce type.